# 945
945 (CMXLV) fue un año común comenzado en miércoles del calendario juliano, en vigor en aquella fecha.

## Acontecimientos
- Fernán González recupera el gobierno de Castilla.
- Conversión al cristianismo de la regente de la Rus de Kiev, Olga (hay quien da la fecha de 957).

## Fallecimientos
- Ígor de Kiev, gobernante de la Rus de Kiev.